# Zbyněk Brynych
Zbyněk Brynych (Karlovy Vary, 1927. június 13. – Prága, 1995. augusztus 24.) csehszlovák filmrendező, forgatókönyvíró.

## Életpályája
A prágai Filmművészeti Főiskolán végzett. Ezt követően három évig a fővárosban és Gottwaldovban a dokumentumfilm-stúdió (1950–1953), majd két évig a Katonai Filmstúdió (1953–1955) munkatársa volt. 1958-ban mutatkozott be önálló alkotással. Az 1950-es évek végén fellépő fiatal nemzedék formai szempontból új utakat kereső, modern szemléletű képviselője volt. Forgatott az NSZK-ban is.

## Munkássága
Mirosláv Cikán, Vladimir Cech és Jan Weiss mellett dolgozott mint segédrendező. Forgatókönyveket is írt. Kedvelte a szokatlant, erőssége a hiteles környezetrajz és a filmszerű látásmód volt. Legkiemelkedőbb alkotása a theresienstadti deportáltak kálváriáját megörökítő, figyelmeztető erejű Transzport a paradicsomból (1963). 1975–1994 között a Derrick című sorozatban volt látható.

## Filmjei
- Nem jutnak át! (Neprojdou) (1954)
- Repülő nap (Letecký den) (1960)
- Lejtőn (1960; Jan Kalissal, Jirí Valával, Pavel Kohouttal)
- Minden korona jó (Kazdá koruna dobrá) (1961)
- Transzport a paradicsomból (1963)
- Egy hely a tömegben (Místo v houfu) (1963; Václav Gajerrel, Václav Krskával)
- Az ötödik lovas a félelem (1965)
- Szűz csillagkép (Souhvezdí panny) (1968)
- A felügyelő (1969–1970)
- Oázis (1973)
- Derrick (1975–1994)
- Egykoronás románc (1975)
- Narancsszínű tüzek éjszakája (1976)
- Polizeiinspektion 1 (1977–1988)
- Az Öreg (1978–1994)
- A halált a hangyák hozzák (1987)

## Díjai
- a locarnói nemzetközi filmfesztivál Arany Vitorla-díja (1963) Transzport a paradicsomból

## Fordítás
- Ez a szócikk részben vagy egészben  a   Zbyněk Brynych című angol Wikipédia-szócikk fordításán alapul.  Az eredeti cikk szerkesztőit annak laptörténete sorolja fel. Ez a jelzés csupán a megfogalmazás eredetét és a szerzői jogokat jelzi, nem szolgál a cikkben szereplő információk forrásmegjelöléseként.